# Kalmar läns norra landsting

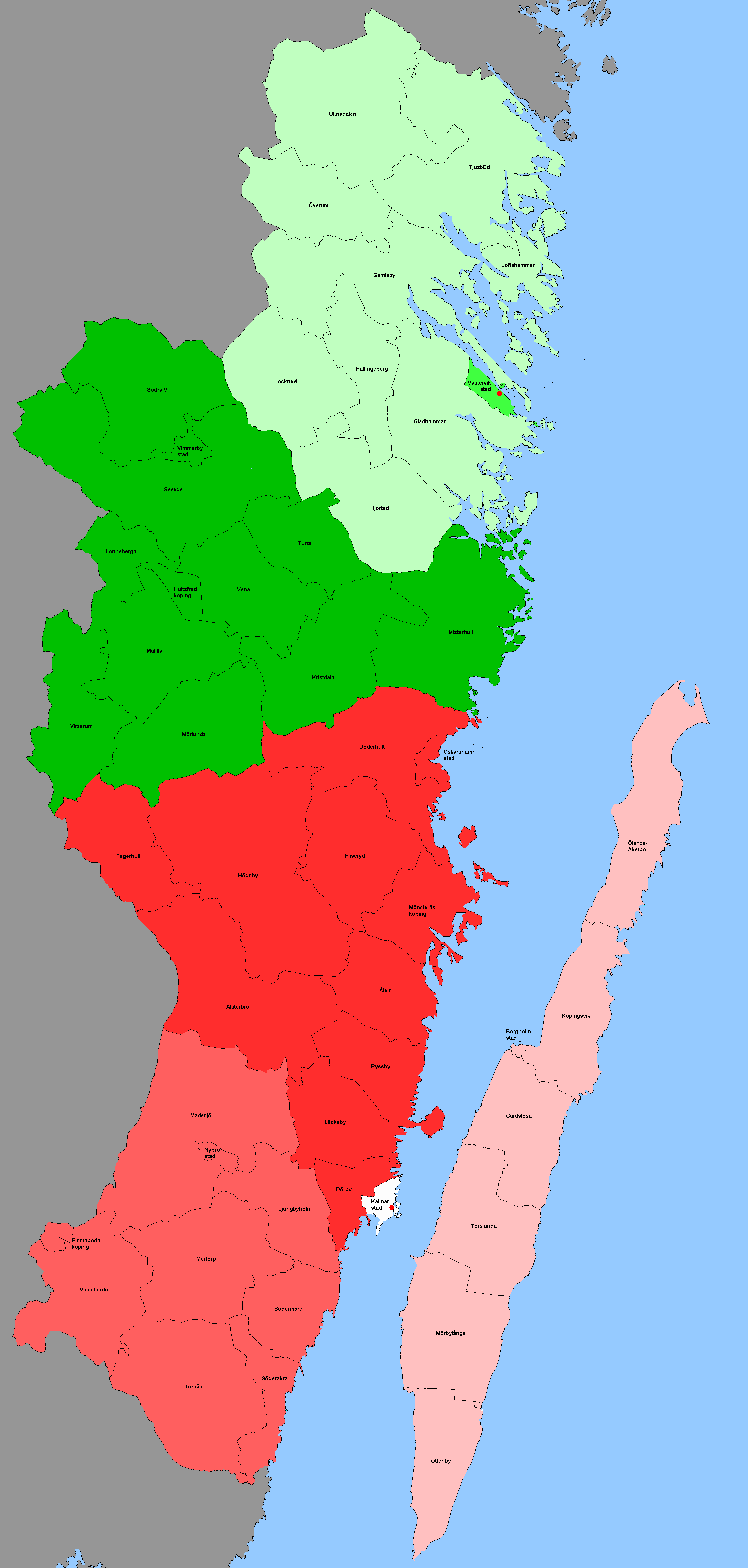
Karta över Kalmar läns två landsting år 1962, med säten i Kalmar och Västervik (Röda prickar). Grönt symboliserar Kalmar läns norra landsting, och dess olika nyanser de olika valkretsarna vid landstingsvalen. Rött symboliserar Kalmar läns södra landsting, och dess olika nyanser de olika valkretsarna vid landstingsvalen.

Kalmar läns norra landsting var ett landsting mellan år 1863 och 1970. Landstinget hade sitt säte i Västervik. I kyrkligt hänseende motsvarade det norra landstinget den delen av Kalmar län som ingick i Linköpings stift. 1967 gick Kristdala landskommun och Misterhults landskommun ihop med Oskarshamns stad och bytte därför landsting till Kalmar läns södra landsting. Från 1 januari 1971 uppgick landstinget i Kalmar läns landsting, med säte i Kalmar.
Anledningen till delningen till två landsting var en gammal intressekonflikt mellan Kalmar och Västerviks städer. Bildandet av Kalmar läns norra landsting blev en kompromiss, då Västervik ursprungligen helt ville bryta sig ur Kalmar län och bilda residensstad i ett nytt län.
En effekt av landstingsuppdelningen var att Västervik fick ett eget sjukhus och fängelse, funktioner som annars brukade finnas i residensstaden i länet. Västervik kom även få ett eget mentalsjukhus som tog emot patienter även från det södra landstinget.

## Politik

### Mandatfördelning i valen 1916-1966
| 2 | 4 | 17 |

| 1 | 1 | 1 | 3 | 16 |

| 1 | 2 | 4 | 5 | 9 |

| 21 |

| 3 | 1 | 2 | 2 | 13 |

| 21 |

| 6 | 2 | 2 | 11 |

| 21 |

| 6 | 4 | 2 | 9 |

| 21 |

| 7 | 5 | 2 | 7 |

| 21 |

| 10 | 5 | 6 |

| 20 |

| 9 | 6 | 5 |

| 19 |

| 9 | 7 | 4 |

| 19 |

| 10 | 6 | 2 | 3 |

| 20 |

| 13 | 4 | 2 | 4 |

| 21 |

| 11 | 5 | 1 | 6 |

| 21 |

| 11 | 5 | 2 | 4 |

| 19 | 3 |

| 9 | 5 | 2 | 5 |